# Зоофіти

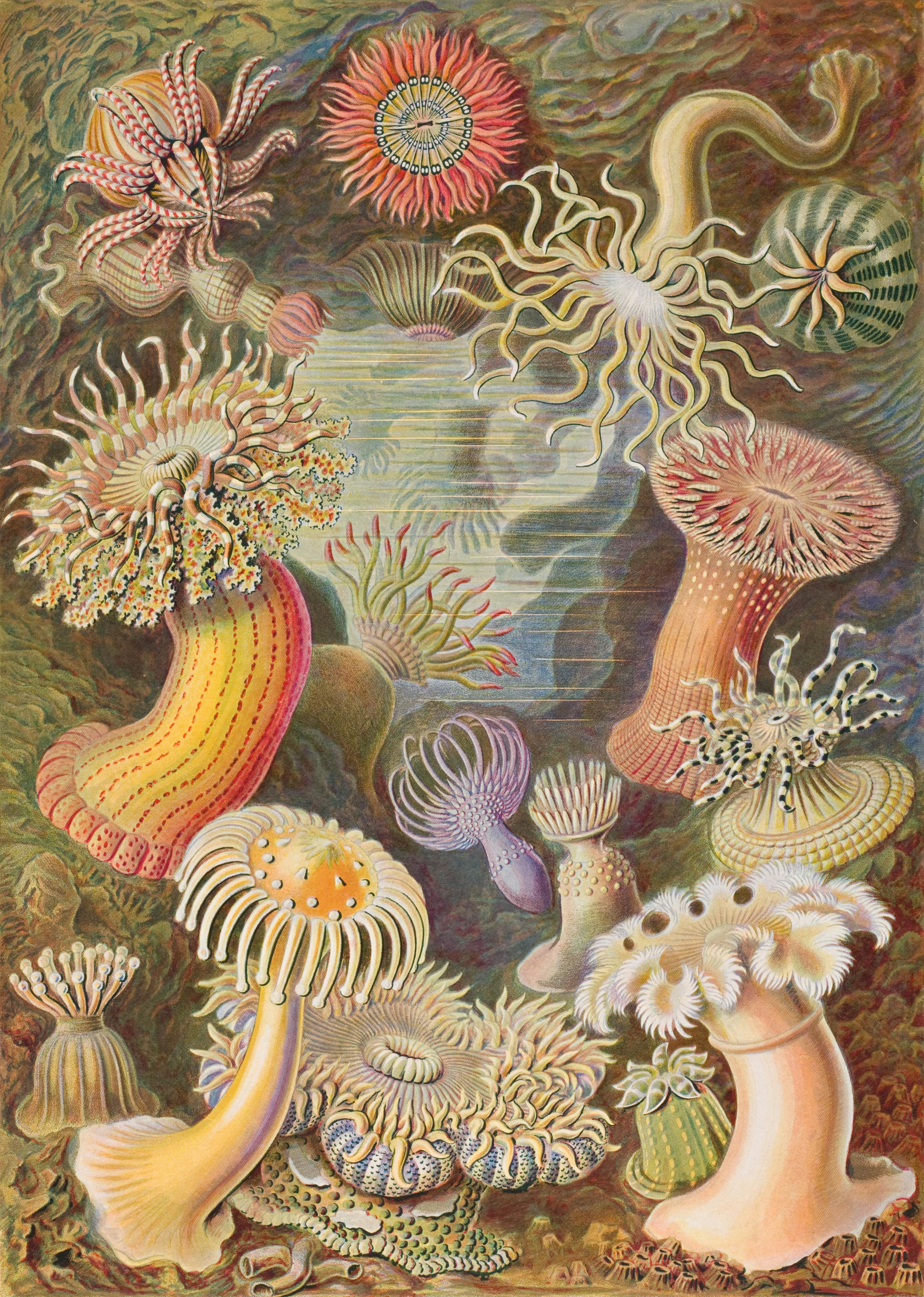
Ілюстрація з книги Ернста Геккеля Kunstformen der Natur, 1904, на якій показані різні види актиній, яких раніше відносили до зоофітів

Зоофіти - тварини, які зовні подібні до рослин. Прикладом може слугувати морська анемона. В сучасній науці термін вийшов з ужитку в зв'язку з поглибленням біологічних знань та відповідними змінами в систематиці та номенклатурі. Раніше зоофітів розглядали як клас або тип в царстві тварин і відносили до них організмів, які зараз відносяться здебільшого до кишковопорожнинних та голкошкірих.
Давньогрецький філософ Арістотель, зображуючи "драбину істот", виділяв зоофітів як проміжний щабель між рослинами (яким властива Душа, що живить) та тваринами (яким властива Душа, що живить, відчуває та рухає). Для зоофітів властивою є Душа, що живить і відчуває.
Костянтин Ціолковський, з іншого боку, розглядаючи можливість підтримання життя у космосі, називав зоофітами організми, яким властиве гетеротрофне живлення, але які також мають фотосинтетичні пігменти, і здатні до автотрофного живлення.